# Зграда Извршног већа Аутономне Покрајине Косово и Метохија
Зграда Извршног већа Аутономне Покрајине Косово и Метохија је до 1999. године била седиште  Скупштине САП Косова и Извршног већа Аутономне Покрајине Косово и Метохија. Након завршетка рата на Косову и Метохији, зграду користи скупштина Косова.*

## Историјат
Зграда Извршног већа Аутономне Покрајине Косово и Метохија је једна од првих изграђених после Другог светског рата. Изградња постојећег објекта започета је 1948. године, на основу пројекта београдског архитекте и професора на Архитектонском факултету, Богдана Несторовића, рађеном у оквиру пројектног завода „Косово пројект“. Реконструкција зграда је извршена од 1960. до 1962. године према пројекту сарајевског архитекте и професора Јурај Најдхарта. Почевши од 2008. године зграда је претрпела бројне промене које су избрисале Најдхартове интервенције. Упркос променама, зграда и даље служи као седиште парламента.

## Архитектура
Зграда Извршног већа је својим политичким карактером и у складу са основном функцијом била изузетна прилика да својом архитектуром манифестује и симболичко и идеолошко опредељење новог друштва. Самим тим што је била позиционирана у најфреквентнијем делу града, са Тргом ослобођења и свим другим битним јавним зградама у близини, зграда Извршног већа је годинама, осим основне утилитарне функције, имала и улогу симбола не само центра моћи већ и својим обликовним принципима истицала ново естеско опредељење друштва које је у непрекидном односу са архитектуром.
Иако је основна идеја пројектанта Богдана Несторовића била да се приликом обликовања оствари симфонизам фолклорне архитектуре Косова и Метохије са основним композиционим елементима – кула, чардак, кров од ћеремиде, реализована зграда није достигла домет уметничког квалитета који свако архитектонско дело морало да носи у себи.
Намена ове зграде била је да уведе нови архитектонски речник у Приштину као проширена верзија народне архитектуре на Косову и Метохији. Због тога што није успела да представи основне архитектонске одлике те традиције, дизајн архитекте Богдана Несторовића је од 1960. до 1962. реконструисао архитекта Јурај Најдхарт, блиски сарадник Ле Корбизијеа. С обзиром да је Најдхарт био модерниста, главне промене које је он унео, изражавале су тај естетски језик. Уграђени су велики обојени прозори окренути ка главној улици, а фасада је промењена и обложена мермером, што је истакло високе стубове и њихове нежне и елегантне линије. Главни улази су преуређени тако да прикажу флуидност покрета, не само у самој згради парламента већ и у околним зградама.
Најдхарт, читав објекат који је првобитно био обликован применом вернакуларне архитектуре, приступио примењујући потпуно супротне принципе с јасним геометријским облицима и доминацијом хоризонталних маса у односу на вертикалност којом импонује постојећа зграда. Елементи Ле Корбизјеове школе су примењени не само у обликовању зграде, него и у начину постављања нових волумена. Тако се нови хоризонтални тракт који се продужава према тргу поставља на стубовима у приземљу како не би прекидао слободно кретање кроз отворени простор трга. На крају овог тракта је позициониран хоризонтални волумен у циљу постизања равнотеже са постојећим волуменима зграде; међутим, овај део зграде никада није реализован. Такође, и у постојећим приземним деловим зграде, на истој површини са осталим спратовима који дају изузетну присутност у односу на слободан, отворен простор који би једна зграда требало да има, архитекта интервенише тако што периметрални зид приземља повлачи ка унутрашњости зграде и тако ствара колонаду погодну за циркулацију и бољи улаз у зграде. Постојећи четвороводни кров покривен ћерамидом се замењује делимично равним, а делимично благим падом ка средини.